# Borgå prosteri

Borgå prosteris läge i Finland.

Borgå prosteri (finska: Porvoon rovastikunta) är ett evangeliskt-lutherskt prosteri i Helsingfors stift i Finland. Borgå prosteri är ett av tillsammans sju prosterier i stiftet.
Ett stift är indelat i prosterier enligt Domkapitlets beslut. I prosteriet finns en kontraktsprost som väljs bland kyrkoherdarna och kaplanerna i prosteriets församlingar. Prosteriet sköter bland annat en del av förvaltningen och stöder på olika sätt församlingarna i prosteriet.

## Församlingar
Lista över församlingar i Borgå prosteri:
- Agricola finska församling
- Askola församling
- Borgnäs församling
- Borgå finska församling
- Buckila församling
- Mörskom församling
- Sibbo finska församling